# Pokr Sariar
Poqr Sariar là một đô thị thuộc tỉnh Shirak, Armenia. Dân số ước tính năm 2011 là 240 người.